# Stanisław Juraszek
Stanisław Juraszek (ur. 9 stycznia 1931 w Rychwałdku, zm. 30 lipca 2012) – polski działacz partyjny i państwowy, doktor nauk ekonomicznych, wojewoda zamojski (1976–1981).

## Życiorys
Syn Jana i Rozalii. Od 1952 członek PZPR, wcześniej członek Związku Młodzieży Wiejskiej i od 1948 Związku Młodzieży Polskiej. Ukończył liceum handlowe i szkołę oficerską, a następnie studia ekonomiczne. Od 1956 pracował na stanowiskach kierowniczych. W 1964 ukończył Wyższą Szkołę Nauk Społecznych przy KC PZPR w Warszawie. W 1966 został kierownikiem zakładów meblarskich ZMF w Zamościu. W 1972 uzyskał stopień doktora nauk ekonomicznych na Uniwersytecie Marii Curie-Skłodowskiej w Lublinie.
Przed 1975 członek Egzekutywy Komitetu Powiatowego PZPR w Zamościu. Od 1 czerwca 1975 wicewojewoda, a następnie od 1 kwietnia 1976 do 11 lutego 1981 wojewoda zamojski. W 1981 został internowany na okres roku w związku ze stanem wojennym, następnie uniewinniony od zarzutów. Następnie do 1989 pracował w Krakowie w urzędzie miejskim i w firmie „Budostal” w Budapeszcie.
Zmarł 30 lipca 2012 roku i został pochowany na Cmentarzu Batowickim w Krakowie (Kwatera C-XXXI, Rząd: 8, Miejsce: 4).